# Карабутівська сільська рада
Карабу́тівська сільська́ ра́да — колишній орган місцевого самоврядування в Конотопському районі Сумської області. Адміністративний центр — село Карабутове.

## Загальні відомості
- Населення ради: 551 особа (станом на 2001 рік)

## Населені пункти
Сільській раді були підпорядковані населені пункти:
- с. Карабутове
- с. Нехаївка

## Склад ради
Рада складалася з 12 депутатів та голови.
- Голова ради: Пучковський Олександр Вікторович
- Секретар ради: Повидиш Інна Анатоліївна

### Керівний склад попередніх скликань
| Прізвище, ім'я, по батькові      | Основні відомості                                                         | Дата обрання | Дата звільнення |
| -------------------------------- | ------------------------------------------------------------------------- | ------------ | --------------- |
| Пучковський Олександр Вікторович | Сільський голова, 1964 року народження, освіта вища                       | 26.03.2006   | 31.10.2010      |
| Пучковський Олександр Вікторович | Сільський голова, 1964 року народження, освіта вища, член Партії регіонів | 31.10.2010   |                 |

Примітка: таблиця складена за даними сайту Верховної Ради України